# West Connacht Coast SAC
West Connacht Coast SAC este o arie protejată (arie specială de conservare — SAC, sit de importanță comunitară — SCI) din Irlanda întinsă pe o suprafață de 65.945,58 ha, integral marine.

## Localizare
Centrul sitului West Connacht Coast SAC este situat la coordonatele 53°47′13″N 10°03′16″W / 53.786997°N 10.0545°V.

## Înființare
Situl West Connacht Coast SAC a fost declarat sit de importanță comunitară în februarie 2012 pentru a proteja 4 specii de animale. Situl a fost protejat și ca arie specială de conservare în martie 2019.

## Biodiversitate
Situată în ecoregiunea atlantică, aria protejată nu include niciun habitat protejat.
La baza desemnării sitului se află mai multe specii protejate de  mamifere (4): Halichoerus grypus, focă obișnuită (Phoca vitulina), marsuin (Phocoena phocoena), delfin mare (Tursiops truncatus).
Pe lângă speciile protejate, pe teritoriul sitului au mai fost identificate 4 specii de mamifere.